# 中国铁路哈尔滨局集团
中国铁路哈尔滨局集团有限公司，原名哈尔滨铁路局，是中国国家铁路集团下属公司，管辖范围包括黑龙江省大部和内蒙古自治区呼伦贝尔市、兴安盟，位于中国铁路网的东北端。管辖线路营业里程6575.6公里，管辖车站446个。
中国最北的铁路车站漠河站和最东的铁路车站抚远站均为哈局管辖。哈局还管辖有绥芬河站和满洲里站两个重要的国境站，分别与俄罗斯远东铁路、后贝加尔铁路接轨。

## 沿革

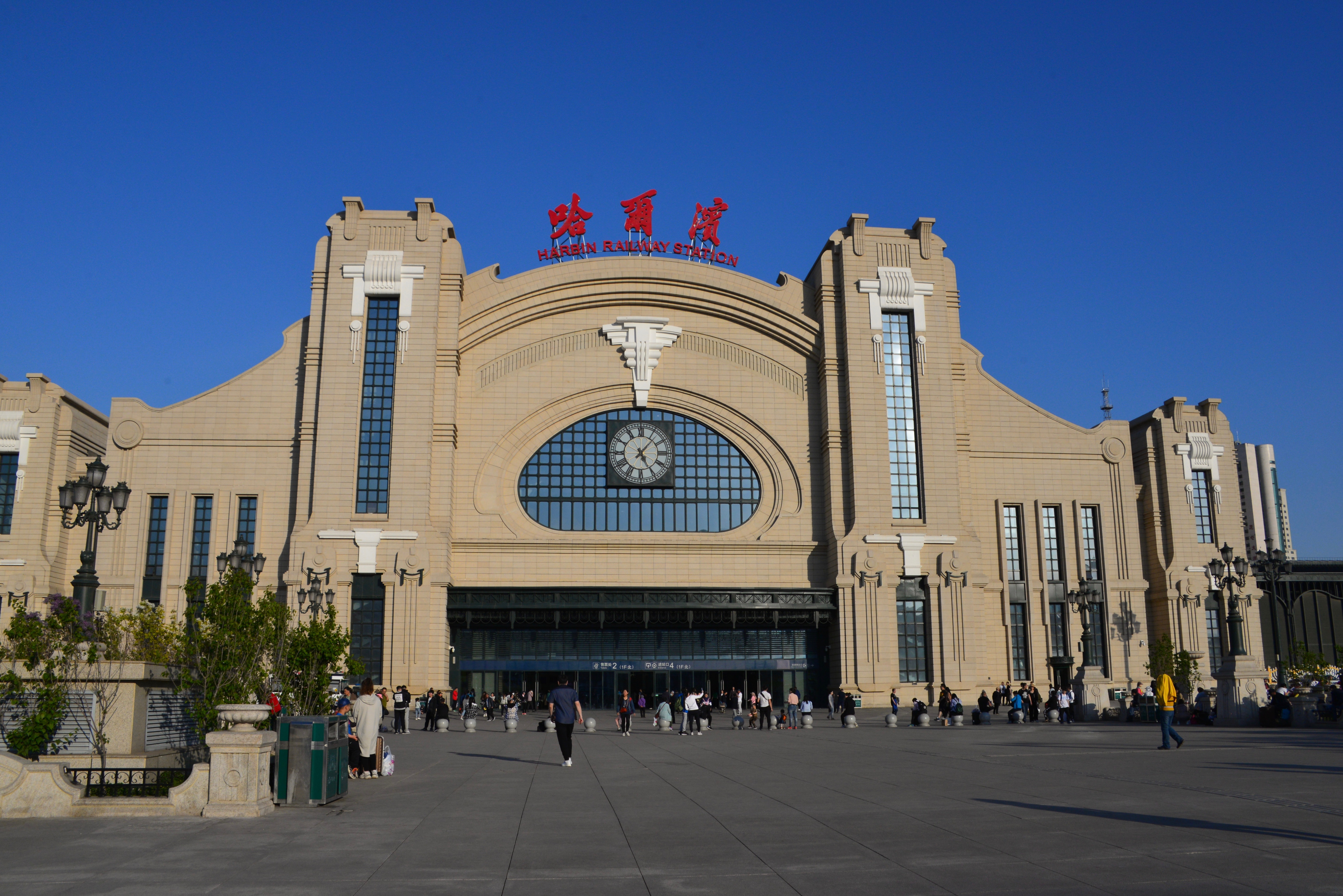
哈尔滨火车站

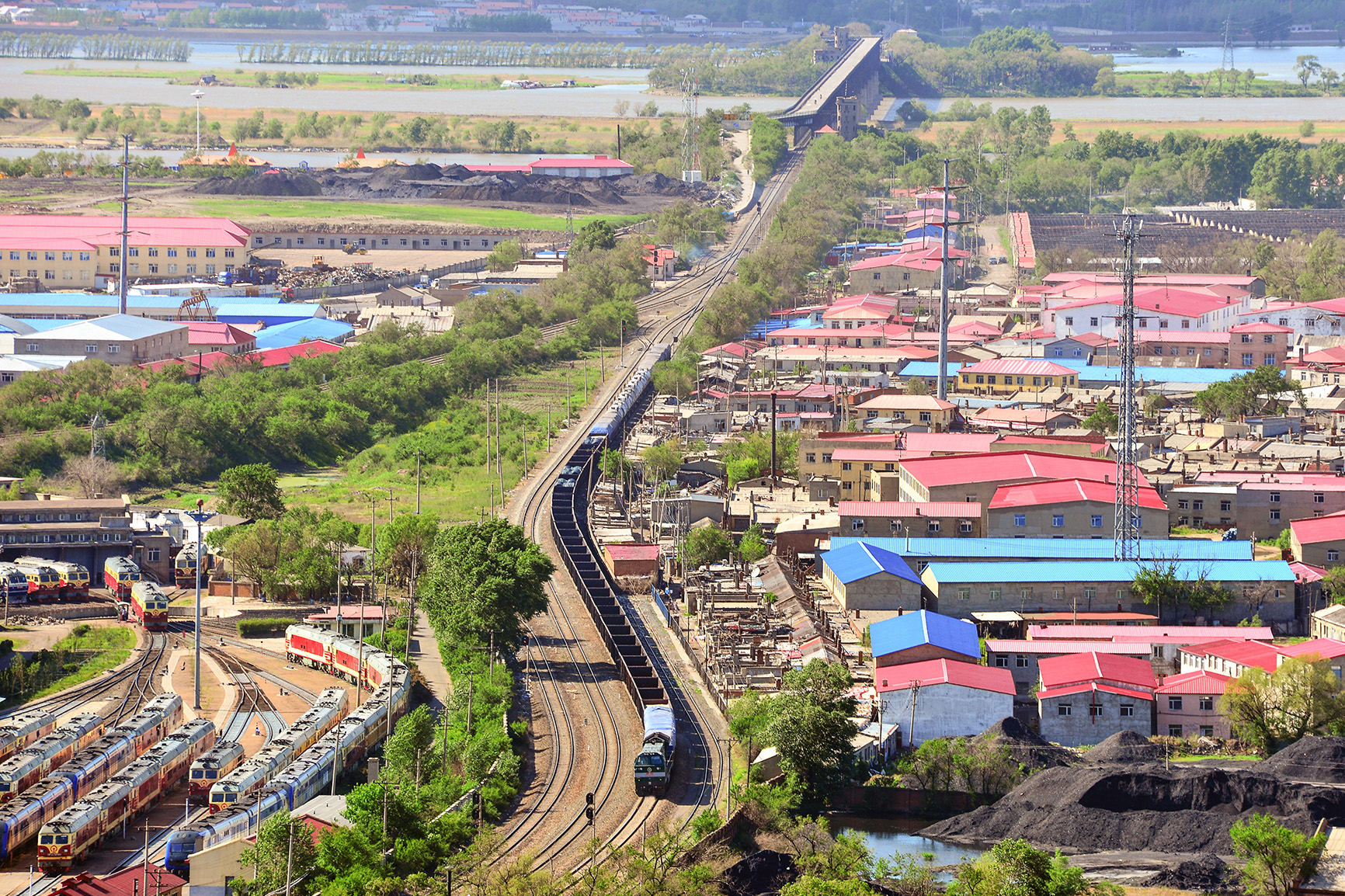
2012年的三棵树机务段，图中左下角的机务库现已拆除

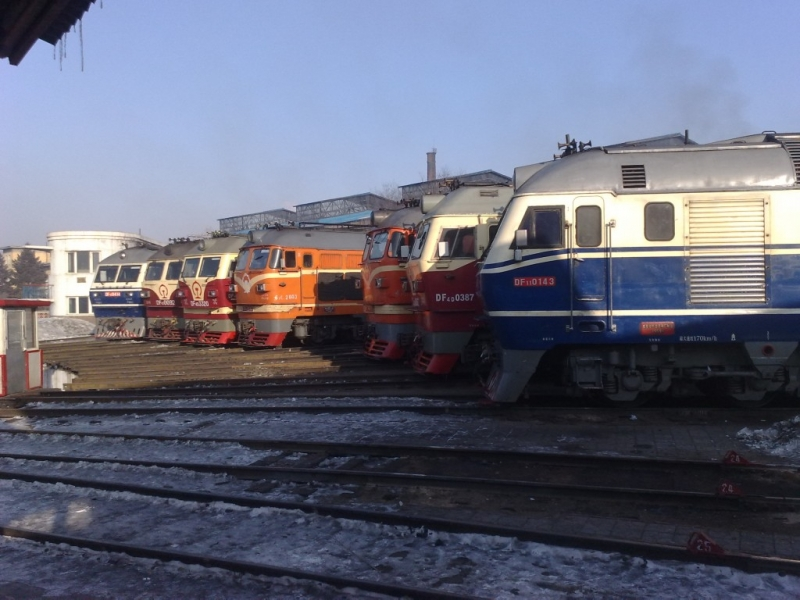
齐齐哈尔机务段的扇形机库（2011年）

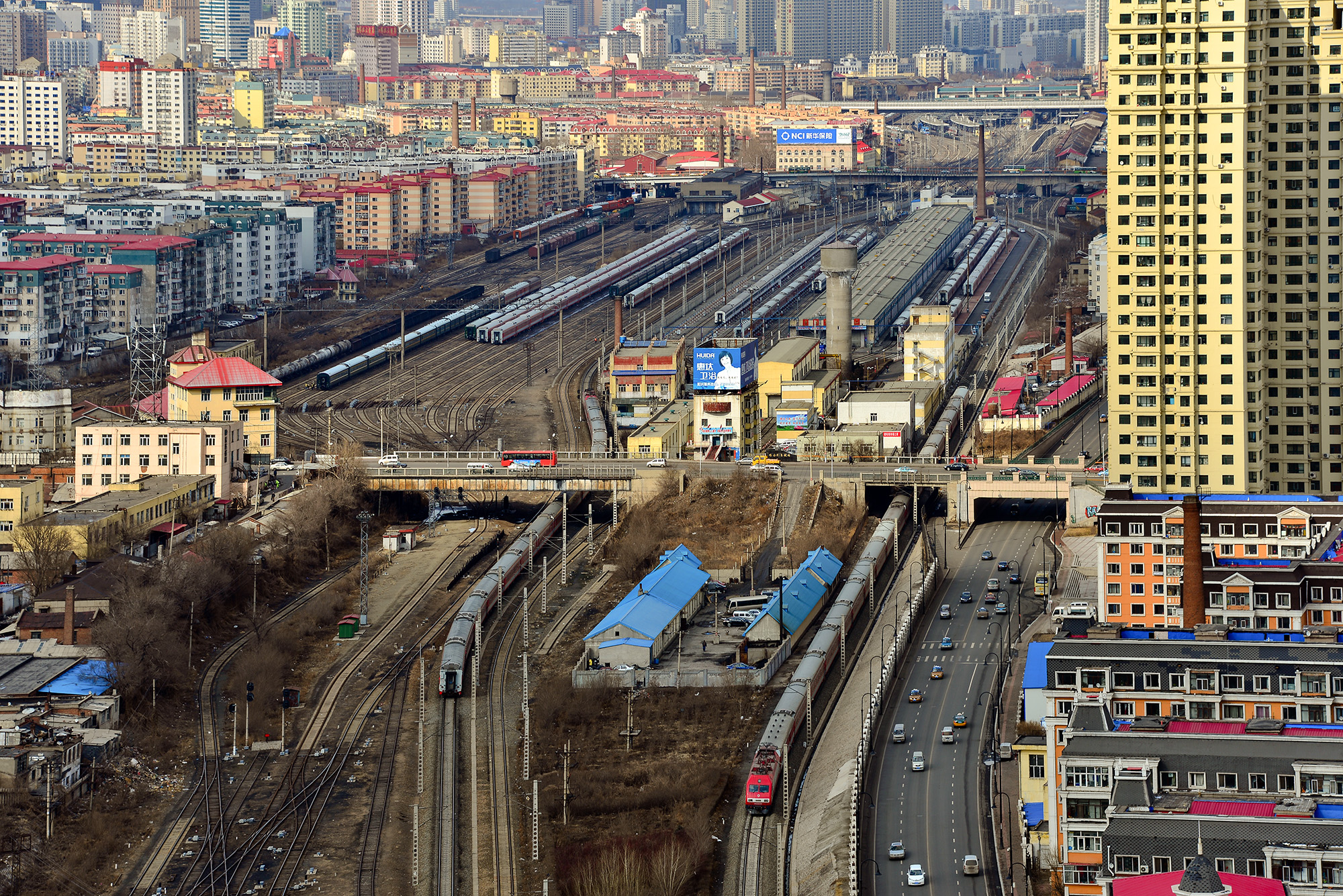
哈尔滨车辆段哈尔滨站

1896年6月3日，李鸿章与沙俄代表罗拔诺夫签订《中俄密约》，沙俄获得了修筑经营中东铁路的权利。1898年6月9日，沙俄中东铁路工程局由海参崴迁到哈尔滨，标志着中东铁路开始建筑。1901年11月3日，中东铁路全线临时通车，满洲里站到绥芬河站全长1500.14公里，哈尔滨站至旅顺口站全长965.79公里。
1917年，俄国发生十月革命。1918年，英、美、法、日等国出兵西伯利亚进行武装干涉，并对中东铁路实行国际共管。中俄铁路工人多次举行罢工。1920年，协约国武装干涉失败，各国陆续退出中东铁路。1924年，苏联政府同中国北洋政府签定《暂行管理中东铁路协定大纲》，对中东铁路实行中苏共管。
1925年8月，呼海铁路有限公司在齐齐哈尔组建。1925年9月4日，在松浦镇设立呼海铁路工程局。呼海铁路于1925年10月26日动工，南起哈尔滨北郊的马家船口，经松浦、呼兰、绥化、至海伦共19个车站，全长221.6公里。1928年底全线正式营运。1932年2月，日军占领哈尔滨。1933年3月，呼海铁路局被满铁接管。1933年12月，松花江铁路公路桥竣工，从桥上延伸过江的铁路，在松浦站与呼海铁路接轨，拆除松浦至马家船口原线路。呼海铁路改称滨北铁路。
1934年4月1日，呼海铁路局改称哈尔滨铁路局（后改称哈尔滨铁道局），隶属于设在奉天（沈阳）的南满洲铁道株式会社，与齐齐哈尔铁路局分界点为羊草站，与牡丹江铁路局（1936年9月1日成立）分界点为一面坡站，哈局还管辖拉滨线、北黑线、部分齐北线。
1934年，拉滨线（自吉林省拉法至哈尔滨市的滨江站）建成。1935年3月，在希特勒上台，苏联准备召开共产国际七大彻底转变外交政策全力对德，苏联对日缓和避免两线开战，以1.7亿日元的代价将中东铁路全线卖给日本。至此，哈尔滨铁路便完全落入日本人之手。哈尔滨地区除铁路局机关（原中东铁路管理局办公大楼）及基层站段之外，又增加了三棵树车站、机务区（段）、车辆区（检车段）、工务区（段）、电务区（段）和三棵树铁道工厂等许多基层单位以及香坊至东门、东门至新香坊、哈尔滨至八区、哈尔滨至滨江至三棵树、北松浦等一些联络线，使整个哈尔滨地区形成比较紧密的铁路运输网络。
1945年8月日本投降，国民政府与苏联政府签订了《中苏友好同盟条约》及《关于中国长春铁路之协定》，在原中东铁路管辖的线路上成立中苏共管的中国长春铁路（俗称老中长），在哈尔滨设中长铁路管理局及第三分局。但国民政府只派1名管理局副局长到哈尔滨，铁路实际处于苏军管制状态。 
1946年4月28日，随着苏军彻底撤出东北，东北民主联军彻底控制哈尔滨。1946年5月20日，在哈尔滨成立北满铁路管理局，7月25日撤销，成立东北铁路管理总局。1946年9月，在哈尔滨成立了在总局领导下的拉滨铁路分局，10月改称哈尔滨铁路分局。1946年12月，哈尔滨铁路分局与绥化铁路分局合并，改组为哈尔滨铁路管理局。其管辖线路基本上是满洲国哈尔滨铁道局的范围。1948年11月东北全境解放时，与齐齐哈尔铁路局在滨洲铁路东至羊草站与安达站、滨北铁路南至福安站分界。1950年4月1日起，成立哈尔滨铁路分局。1950年5月1日，在老中长铁路的线路上又组建新的中苏合办中长铁路，管辖滨洲铁路、滨绥铁路、哈大铁路全线。新中长铁路的理事会、监事会和铁路管理局的会址、局址均设在哈尔滨。在哈尔滨成立中长铁路第二分局（即老中长三分局的管辖区域）。拉滨线（三棵树至五常）、滨北线则归齐齐哈尔铁路管理局绥化铁路分局领导。1952年12月31日，中苏合资的中长铁路全部移交给中国。 1953年1月1日. 哈尔滨铁路管理局正式成立，领导满洲里、哈尔滨、牡丹东、长春、 沈阳、大连、安东7个分局。中长铁路管理局长春分局改为哈尔滨铁路管理局长春分局，中长铁路管理局沈阳分局改为哈尔滨铁路管理局沈阳分局，中长铁路管理局大连分局改为哈尔滨铁路管理局大连分局，东北铁路特派员办事处安东分局改为哈尔滨铁路管理局安东分局。管辖滨洲铁路、滨绥铁路、哈大铁路全线。
1956年1月1日，哈尔滨铁路管理局划分为哈尔滨铁路管理局和沈阳铁路管理局。新的哈尔滨铁路局下辖满洲里、哈尔滨和牡丹江三个分局。1958年1月1日，东北各铁路局布局重大调整。新成立牡丹江铁路管理局。东佳木斯站以北的佳木斯铁路分局所辖线路、绥化铁路分局全部及齐北线北安—依安站间线路划归哈局。安达站以西至满洲里的滨洲线划归齐局。1963年3月31日，牡丹江铁路局撤销，其管辖范围全部并入哈尔滨铁路局，设牡丹江铁路分局。1983年10月1日，齐局被撤销。白城铁路分局划归沈阳铁路局，其余4个铁路分局并入哈尔滨铁路局。
1994年，哈尔滨铁路局进行了工商登记。
2017年11月4日，济南、乌鲁木齐、南昌、北京、哈尔滨、武汉、郑州、上海、呼和浩特、昆明、青藏铁路公司等11家铁路局（公司）的名称变更通过国家工商行政管理总局核准，哈尔滨铁路局名称变更为中国铁路哈尔滨局集团有限公司（(国)名称变核内字[2017]第5281号）。
2017年11月16日，在国家企业信用信息公示系统中，中国铁路哈尔滨局集团有限公司已完成工商登记变更。工商登记变更后，中国铁路哈尔滨局集团有限公司仍为中国铁路总公司100%控股的公司，公司由原先的全民所有制企业先变更为有限责任公司（国有独资），再变成有限责任公司（非自然人投资或控股的法人独资）企业，注册资本不变，出资人由铁道部哈尔滨铁路局变更为中国铁路总公司，经营范围不变。
2017年11月19日，中国铁路哈尔滨局集团有限公司正式挂牌。

## 机构设置

### 铁路办事处
- 哈尔滨铁路办事处
- 齐齐哈尔铁路办事处
- 牡丹江铁路办事处
- 佳木斯铁路办事处
- 海拉尔铁路办事处

### 机务段
- 哈尔滨机务段（哈局哈段）
- 三棵树机务段（哈局三段）
- 齐齐哈尔机务段（哈局齐段）
- 牡丹江机务段（哈局牡段）
- 佳木斯机务段（哈局佳段）

### 直属站
- 哈尔滨站
- 齐齐哈尔站
- 牡丹江站
- 佳木斯站
- 哈尔滨南站
- 三间房站
- 七台河站
- 绥芬河站
- 满洲里站

### 车务段
- 哈尔滨车务段
- 齐齐哈尔车务段
- 大庆车务段
- 牡丹江车务段
- 鸡西车务段
- 佳木斯车务段
- 绥化车务段
- 海拉尔车务段
- 加格达奇车务段

### 客运段
- 哈尔滨客运段（哈局哈客）
- 齐齐哈尔客运段（哈局齐客）
- 牡丹江客运段（哈局牡客）

### 车辆段
- 哈尔滨车辆段
- 齐齐哈尔车辆段
- 三棵树车辆段
- 齐齐哈尔北车辆段

### 動車段
- 哈尔滨動車所（哈尔滨）
- 哈尔滨北動車所（哈尔滨北）
- 齊齊哈爾南動車所（齊齊哈爾南）
- 牡丹江動車所（牡丹江）

### 工务段
- 哈尔滨工务段
- 齐齐哈尔工务段
- 大庆工务段
- 牡丹江工务段
- 鸡西工务段
- 佳木斯工务段
- 绥化工务段
- 海拉尔工务段
- 加格达奇工务段

### 电务段
- 哈尔滨电务段
- 齐齐哈尔电务段
- 牡丹江电务段
- 海拉尔电务段

### 房产段
- 哈尔滨房产建筑段
- 齐齐哈尔房产建筑段
- 牡丹江房产建筑段
- 佳木斯房产建筑段
- 海拉尔房产建筑段

### 供电段
- 哈尔滨供电段
- 齐齐哈尔供电段
- 牡丹江供电段

## 历任领导
哈尔滨铁路局
| 局长 - 齐晓敏（1998年5月—2000年4月） - 何洪达（2000年4月—2003年7月） - 成学勤（2003年7月—2004年5月） - 王占柱（2004年5月—2006年2月） - 许绍禄（2006年2月—2006年5月） - 任纪善（2006年5月—2010年4月） - 宋修德（2010年4月—2011年8月） - 何元（2011年8月—2015年6月） - 张海涛（2015年6月—2016年9月） - 王进喜（2016年9月—2017年11月） | 党委书记 - 何洪达（1998年5月—？） - 李卓奇（2000年8月—2006年2月） - 杨军（2006年2月—2009年3月） - 韩江平（2009年3月—2011年8月） - 陈京生（2011年8月—2012年4月） - 单立军（2012年4月—2016年3月） - 王进喜（2016年3月—2016年11月） - 马春山（2016年11月—2017年） |

中国铁路哈尔滨局集团有限公司
| 董事长 - 王进喜（2017年—2021年） - 吴新红（2021年—2024年） - 王创路（2024年—） | 总经理 - 马春山（2017年—） | 党委书记 |